# Lori versicolor
El lori versicolor (Psitteuteles versicolor) és una espècie d'ocell de la família dels psitàcids que habita boscos i sabanes del nord d'Austràlia, des del nord-est d'Austràlia Occidental, cap a l'est, pel Territori del Nord fins al nord de Queensland.
És l'única espècie del gènere Psitteuteles.